# Asota sangirensis
Asota sangirensis är en fjärilsart som beskrevs av Rothschild 1897. Asota sangirensis ingår i släktet Asota och familjen nattflyn. Inga underarter finns listade i Catalogue of Life.